# Palovaara (kulle i Finland, Lappland, Tunturi-Lappi, lat 68,42, long 23,74)
Palovaara är en kulle i Finland. Den ligger i Enontekis kommun i landskapet Lappland, i den norra delen av landet, 900 km norr om huvudstaden Helsingfors. Toppen på Palovaara är 412 meter över havet, eller 86 meter över den omgivande terrängen. Bredden vid basen är 3,9 km. Palovaara ligger vid sjön Ounasjärvi.
Terrängen runt Palovaara är huvudsakligen platt, men söderut är den kuperad.  Trakten runt Palovaara är nära nog obefolkad, med mindre än två invånare per kvadratkilometer. Närmaste större samhälle är Enontekis, 5,9 km sydväst om Palovaara. 